# Burg Birglau

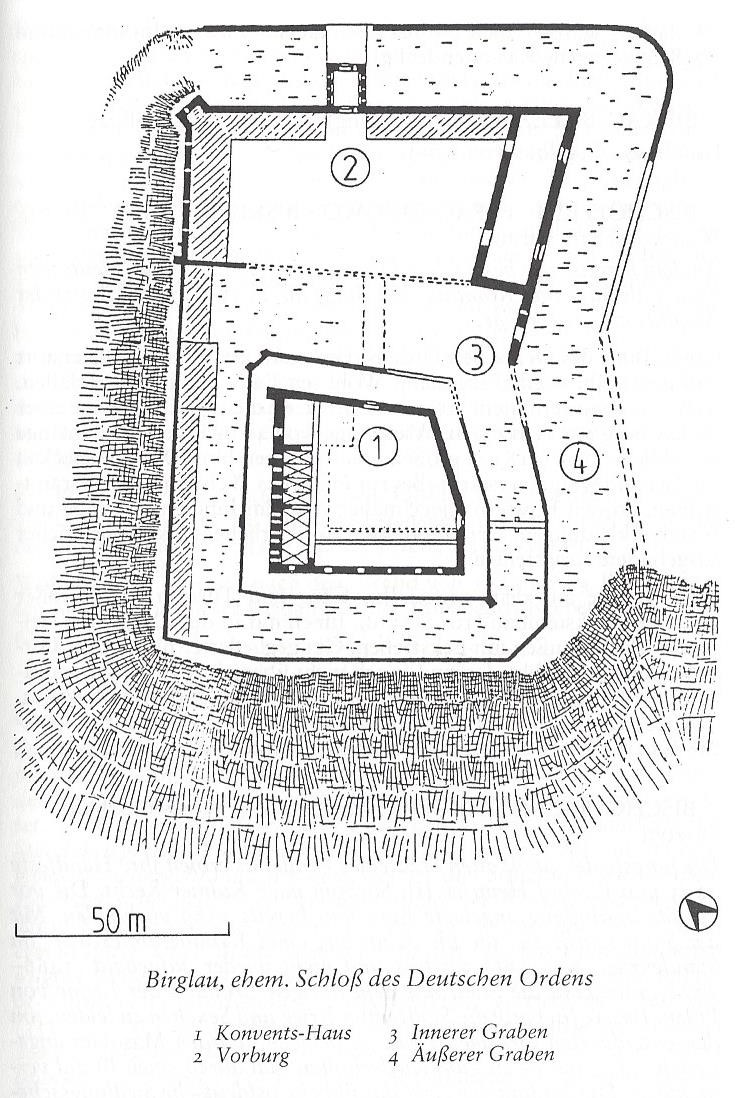
Burg Birglau, Grundriss

Die Ruine der Burg Birglau (polnisch Zamek Bierzgłowski) befindet sich im polnischen Zamek Bierzgłowski im Powiat Toruński (Landkreis Thorn).

## Geschichte
Eine erste Burg entstand 1260, welche aber schon 1262 durch Litauer zerstört wurde. Ein Komtur ist 1270 erwähnt. Im Jahr 1454 wurde die Burg durch Truppen des Preußischen Bundes erobert und teils abgetragen. In den Jahren danach sind einige Brände überliefert. Nur die Vorburg wurde wirtschaftlich weitergenutzt. Der Südflügel wurde im Stil der Neugotik umgestaltet, ebenso der Giebel am Torturm der Vorburg. Das Domkapitel ließ den Bau 1936 zu einem Erholungsheim umbauen, unter der nationalsozialistischen Besatzung Polens diente der Bau als Schulungsheim für Kader der NSDAP. Heute ist der Bau wieder im kirchlichen Besitz.

## Bauwerk
Birglau gehört zu den frühen Komturssitzen im Kulmer Land, als sich der Typ der Deutschordensburgen erst entwickelte. Im Grundriss von Birglau ist schon eine Tendenz zur Kastellform angedeutet. Das Haupthaus besteht aus zwei Flügeln im Westen und Süden, wobei der westliche Flügel noch die meiste mittelalterliche Bausubstanz enthält. Die Ringmauer bestand aus Feldstein mit einem Abschluss aus Backstein. Einmalig ist die Form des Hauptportals, eines Tympanons mit drei Ritterfiguren. Nach einer umstrittenen Deutung ist der eine der Ritter auf einem Pferd der Hochmeister, nach einer anderen Deutung der heilige Martin. Ein Buchstabenfries mit deutscher Beschriftung ist so stark verwittert, dass er sich nicht mehr entziffern lässt.  